# Herz-Jesu-Kirche (Tuszyn)
Die römisch-katholische Herz-Jesu-Kirche in Tuszyn (deutsch Hennersdorf) in der Landgemeinde Dzierżoniów (Reichenbach) in der Woiwodschaft Niederschlesien in Polen ist ein geschütztes Kulturdenkmal.

## Geschichte
Hennersdorf besaß ursprünglich keine eigene Kirche. In Folge der Gegenreformation nach dem Dreißigjährigen Krieg und der Wegnahme der Kirche in Költschen und Langseifersdorf 1654 hielten sich die Einwohner von Hennersdorf zum nächstentfernten evangelischen Kirchspiel in Ober-Panthenau im Nimptscher Land. Nach dem Übergang Schlesiens an Preußen richteten die Gläubigen 1742 an den preußischen König Friedrich II. ein Bittgesuch, in Hennersdorf ein eigenes Kirchspiel gründen zu dürfen. Die Konzession wurde am 18. September 1742 erteilt, worauf der erste Gottesdienst provisorisch im Schloss Hennersdorf stattfand. Die Herrschaft stellte zum Bau ein Grundstück zur Verfügung. Die Einweihung des Bethauses, einer Fachwerkkirche mit Schindeldach, ohne Turm und Glocken, erfolgte am 27. Juni 1744. Der erste Pastor Selbstherr trat 1743 seinen Dienst an. Zur gleichen Zeit wurde in Hennersdorf eine evangelische Schule gegründet. 1797 erhielt die Kirche einen Gottesacker, wofür die Herrschaft der Gemeinde ein Stück Land schenkte. Simultan-Kirchhöfe befanden sich in Seifersdorf, Wierau und Kaltenbrunn.
Mitte des 19. Jahrhunderts wurde die hölzerne Kirche baufällig. Patrone waren die Dominien Hennersdorf, Költschen, Pfaffendorf, Endersdorf und die königliche Regierung, die sämtlich nebst Ober-Seifersdorf und halb Nieder-Seifersdorf eingepfarrt waren. 1867 betrug die Anzahl der Seelen 2819 Personen. Kollatoren waren von Prittwitz-Gaffron auf Hennersdorf, der Freiherr von Freilitzsch auf Pfaffendorf und  der Freiherr von Münchhausen auf Endersdorf. Von 1900 bis 1902 erfolgte ein Neubau aus rotem Backstein im neuromanischen Stil. Zu diesem Zeitpunkt gehörte die Kirchengemeinde zum Kirchenkreis Schweidnitz-Reichenbach in der Kirchenprovinz Schlesien. Nach der Vertreibung der deutschen Bevölkerung nach 1945 wurde die Kirche für den katholischen Gottesdienst verwendet. Seit 1984 steht die Kirche unter Denkmalschutz. Sie dient heute als römisch-katholische Filialkirche.

## Beschreibung
Das Gebäude ist dreischiffig mit einem achteckigen Turm, der von einem Spitzhelm gekrönt ist.

## Evangelisches Kirchspiel
Zur evangelischen Parochie Hennersdorf waren Mitte des 19. Jahrhunderts gepfarrt:
- Hennersdorf (685 Einwohner, 460 evangelisch),
- Dreißighuben (1086 Einwohner, 686 evangelisch),
- Pfaffendorf (890 Einwohner, 542 evangelisch),
- Költschen (226 evangelische Einwohner),
- Endersdorf (110 evangelische Einwohner),
- Ober-Langseifersdorf (seit 1825, 226 evangelische Einwohner),
- Nieder-Langseifersdorf (teilweise, 365 evangelische Einwohner),
- Groß-Wierau (seit 1833, 43 evangelische Einwohner).

Gastgemeinden waren:
- Klein-Wierau (67 evangelische Einwohner),
- Tampadel (60 evangelische Einwohner),
- Kaltenbrunn (30 evangelische Einwohner),
- Krotzel (vier evangelische Einwohner).